# Giroflé-Girofla

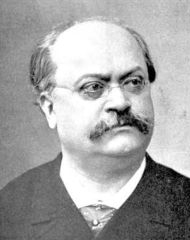
Französischer Komponist Alexandre Charles Lecocq (1832–1918)

Giroflé-Girofla ist eine Operette (opéra-bouffe) in drei Akten von Alexandre Charles Lecocq. Das Libretto verfassten Albert Vanloo und Eugène Leterrier. Das Werk erlebte seine Uraufführung am 21. März 1874 im Théâtre des Fantaisies-Parisiennes in Brüssel. In Frankreich ging das Werk zum ersten Mal am 11. November 1874 in Paris über die Bühne. Die deutsche Erstaufführung fand am 2. Januar 1875 am Wiener Carl-Theater statt.

## Orchester
Zwei Flöten, eine Oboe, zwei Klarinetten, zwei Fagotte, zwei Hörner, zwei Trompeten, eine Posaune, Schlagwerk und Streicher

## Handlung
Die Oper spielt in einer südspanischen Hafenstadt gegen Ende des 18. Jahrhunderts.

### Erster Akt
Don Bolero d’Alcarazas ist Gouverneur der Provinz und damit ein wichtiger Mann. Er hat deshalb auch schon viele Titel verliehen bekommen, mit denen er gerne prahlt; aber dennoch steckt er ständig in großen Geldnöten. Er und seine Ehefrau Aurora haben zwei Töchter, die eineiige Zwillinge sind. Für heute ist eine Doppelhochzeit geplant. Die Vorbereitungen dazu sind in vollem Gange. Giroflé soll Marasquin heiraten und Girofla die Gattin des maurischen Fürsten Mourzouk werden. Besonders stolz ist der Brautvater auf seinen künftigen Schwiegersohn Marasquin; denn dessen Vater ist sein größter Geldgeber, bei dem er hoch verschuldet ist. Don Bolero spekuliert darauf, dass ihm zumindest ein Teil seiner Schulden erlassen wird, sobald die Hochzeit vollzogen ist.
Pünktlich zur vereinbarten Zeit trifft der Sohn des Bankiers ein. Don Bolero schlägt vor, mit der Trauung zu warten, bis auch Mourzouk den Weg hierher gefunden habe; Marasquin jedoch ist in großer Eile, weil ihn unaufschiebbare Geschäfte rufen. Also geht man flugs in die Kapelle und spult die Hochzeitszeremonie ab.  Unterdessen wird seine Schwägerin Girofla von Piraten entführt. Die Trauung ist kaum vollzogen, da naht auch schon der maurische Fürst mit großem Gefolge. Jetzt soll er davon überzeugt werden, dass die Trauung noch nicht stattfinden könne. Aber wie es das Schicksal so will, duldet auch Mourzouk keinen Aufschub. Nun ist guter Rat teuer, denn die Braut ist ja verschwunden. Weil ihm dies jedoch nicht gesagt werden darf, springt kurzerhand Giroflé für ihre Schwester ein. Äußerlich unterscheiden sich die beiden eh so gut wie nicht. Die Täuschung gelingt: Giroflé tritt am selben Tag das zweite Mal vor den Traualtar.
Don Bolero und seine bessere Hälfte haben – kaum war Giroflas Entführung bemerkt worden – Admiral Matamoros ausgesandt, die Piraten zu verfolgen und ihr Töchterlein wohlbehalten zurückzubringen. Nun sind die beiden am Verzweifeln. Was tun, wenn die zweite Tochter bis Mitternacht noch nicht zurück sein sollte? Giroflé kann doch unmöglich ihre Hochzeitsnacht mit zwei Männern teilen?

### Zweiter Akt
Im großen Saal des Hauses wird getafelt. Sonderbar ist nur, dass keine der beiden Bräute zu sehen ist. Don Bolero und seine Aurora haben vorgesorgt: Damit sich Giroflé bei der Feier nicht verplappern kann, haben sie sie kurzerhand in ihrem Zimmer eingesperrt. Ihren Schwiegersöhnen vermitteln sie den Eindruck, die Trauungen hätten den Bräuten so zugesetzt, dass sie jetzt unbedingt etwas Ruhe bräuchten.
Das Versteckspiel wird plötzlich von einem spektakuläreren Ereignis verdrängt: Ein Bote überbringt Don Bolero eine Nachricht von Amiral Matamoros, in der er seinen Auftraggeber dringend ersucht, sofort eine Lösegeldsumme von 10.000 Piaster locker zu machen, sonst sei Giroflas Befreiung nicht zu erreichen. Schweren Herzens geht der Hausherr auf die Forderung ein.
Giroflé hält es vor Langeweile in ihrem Zimmer nicht mehr aus. Warum soll sie auch hier alleine herumsitzen, während die anderen feiern? Sie bricht einfach aus. Bei ihrer Flucht begegnet sie zwei Cousins, die sie zu einem kleinen Umtrunk einladen. Gerne nimmt das Mädchen die Einladung an. Aber es bleibt nicht nur bei einem Gläschen. Der vorgesehene kleine Umtrunk entwickelt sich zu einem Besäufnis. Leicht schwankend und etwas lallend kehrt sie in das elterliche Haus zurück und erscheint bei der Hochzeitsgesellschaft. Einige davon sind erst etwas geschockt, doch als Giroflé ein lustiges Trinklied zum Besten gibt, zeigen sich alle wieder versöhnt. Giroflés „Ehemänner“ haben eh schon zu tief in ihre Gläser geschaut, sodass sie das Mädchen doppelt sehen. Sie merken also gar nicht, dass nur eine der beiden Bräute bei der Feier zugegen ist.
Als die Uhr gen Mitternacht zeigt, haben Mourzouk und Marasquin ihre Bettschwere erreicht. Sie ziehen sich in ihre Gemächer zurück und warten sehnsuchtsvoll auf ihre jungen Angetrauten. Das Glück der Hochzeitsnacht winkt aber nur einem von ihnen, nämlich Marasquin. Der maurische Fürst hingegen muss Verzicht üben. Damit er auf keine dummen Gedanken kommen soll und möglicherweise etwas anstellt, schiebt Don Bolero vor seinem Zimmer einfach den Riegel zu.

### Dritter Akt
Der große Alkoholgenuss bewirkte letzte Nacht bei Mourzouk nicht, dass er schnell in Morpheus Arme gefallen wäre. Es trat sogar das Gegenteil ein. Nachdem er lange vergeblich auf seine holde Gattin gewartet hatte, packte ihn der Zorn. Er schlug in seiner Kammer alles kurz und klein, brach das Türschloss auf und verließ das Haus. Als ihn am Morgen seine Schwiegereltern aufsuchen wollen, stehen sie vor einem Scherbenhaufen. Es wird ihnen klar, dass sie ihr Versteckspiel beenden müssen. Sie schenken jetzt Marasquin reinen Wein ein und bitten ihn demutsvoll, ein letztes Mal seine Frau Giroflé deren Schwester spielen zu lassen. Glücklicherweise zeigt Marasquin Verständnis und willigt ein. Giroflé hat eh Gefallen an dem Theater gefunden und freut sich darauf, erneut ihr schauspielerisches Talent zeigen zu können.
Als Mourzouk wieder halbwegs nüchtern geworden ist, kehrt er in das Haus seiner Schwiegereltern zurück und will seine Frau sehen. Erneut tritt ihm Giroflé entgegen. Irgendetwas macht Mourzouk stutzig. Er riecht förmlich, dass hier etwas nicht stimmen kann. Er facht einen Streit an. Doch bevor dieser eskaliert, naht Rettung in Gestalt des Admirals Matamoros. Der „Held des Meeres“ verkündet mit stolz geschwellter Brust, wie es ihm als wildem Draufgänger gelungen war, den Piraten eine militärische Niederlage beizubringen. Er kann auch mit einer „Trophäe“ als Beweisstück aufwarten: Es ist die gerettete Girofla. Mit einem spitzbübischen Lächeln wirft sie sich ihrem geliebten Mourzouk um den Hals. Endlich kann dieser seine richtige Braut zum Traualtar führen.

## Musik
Von den rund 50 Operetten, die Lecocq komponierte, war zwar „La Fille de Madame Angot“ seine erfolgreichste, doch „Giroflé-Girofla“ gilt als sein bestes Werk. Die Partitur ist eleganter durchgearbeitet, die Instrumentierung meisterhaft, die Hauptrollen musikalisch hervorragend charakterisiert. Als musikalische Höhepunkte seien hervorgehoben:
- Lied des Don Bolero: In mir sieht man den Vater, was möglich war, das tat er,
- Paquitas Seeräuberballade,
- Giroflés Trinklied: Lodernde Fluten, leuchtendes Meer.